# Notosacantha chandrapurensis
Notosacantha chandrapurensis es una especie de insecto coleóptero de la familia Chrysomelidae.
Fue descrita científicamente en 2001 por Swietojanska, Ghate & Marathe.